# 十六橋水門

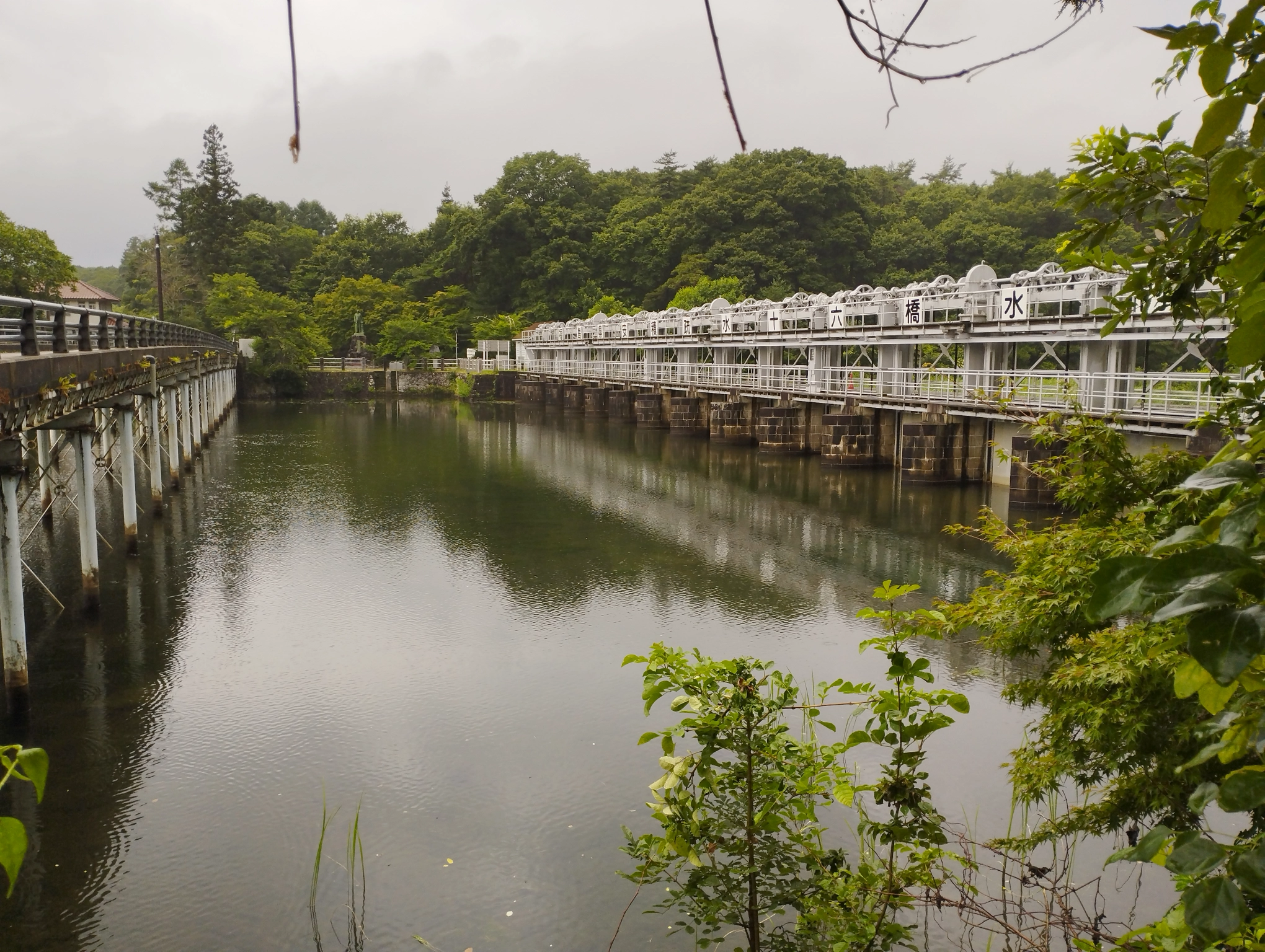
上流側から見た十六橋水門（右側）。左側は十六橋。中央奥に立つのがコルネリス・ファン・ドールン像

十六橋水門（じゅうろっきょうすいもん）は、福島県耶麻郡猪苗代町と会津若松市の境界にある阿賀野川水系の一級河川である日橋川の水門である。日橋川が猪苗代湖から流出する地点に程近い場所にある。現在のものは大正初期のストーニー式の水門。
文化6年（1809年）に完成した「新編会津風土記」によれば、弘法大師空海が流れの中に塚を築き、丸太を架けて十六断の橋としたのが初めとされている。

## 目的
水門のある猪苗代湖北西部の戸ノ口（とのくち）地区は、日橋川への吐き出しに当たり、古来より軍事および交通、特に舟運（しゅううん）の要所であり、1880年（明治13年）に安積疏水事業の一環として猪苗代湖ダム化のために整備された。
その後は水力発電用に改築され、さらに後者の機能を1941年（昭和16年）に完成した小石ヶ浜水門に譲って、現在は湖面の水位調節が主な目的である。湖面の水位が上がりすぎれば湖畔周辺に浸水の恐れがあり、また放流が多すぎれば日橋川沿いに氾濫の恐れが出てくるため、現在においても非常に重要な役目を担っている。

## 歴史
- 1880年（明治13年）：水門を兼ねた16径間の石造アーチ橋として建設[2]。
- 1914年（大正3年）：猪苗代水力電気株式会社の水力発電所建設に際し、水利調節のため電動式ストーニーゲート（引上げ式ゲート）に改築。また、道路と水門の分離のために新たに十六橋が架けられ、道路を移設。
- 1931年（昭和6年）：十六橋西側の傍らに、安積疏水事業の指導をしたオランダ人土木技師ファン・ドールンの銅像が東京電力によって建立。
- 2002年（平成14年）：土木学会選奨土木遺産を受賞。
- 2009年（平成21年）：経済産業省の「近代化産業遺産群 続33（東北開発）」の一つとして近代化産業遺産に認定[3][4]。

## 周辺
- 十六橋
  - ファン・ドールン銅像
- 金の橋・銀の橋
- 国道49号
- 猪苗代湖
- 会津レクリエーション公園

## ギャラリー

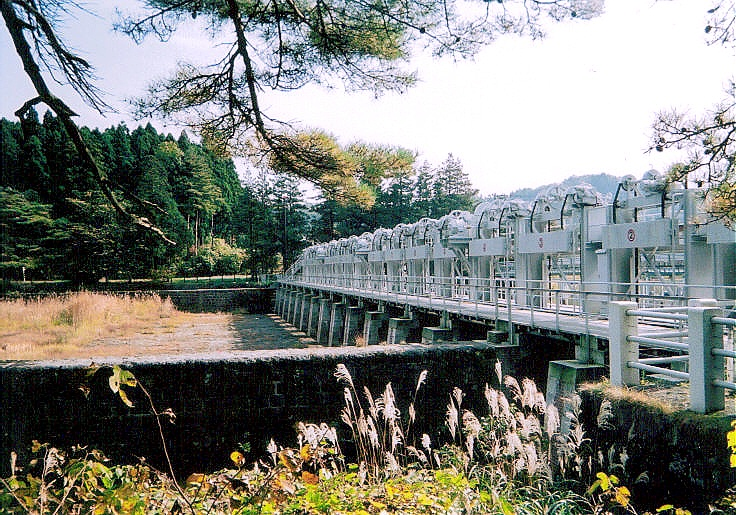
下流側から見た水門
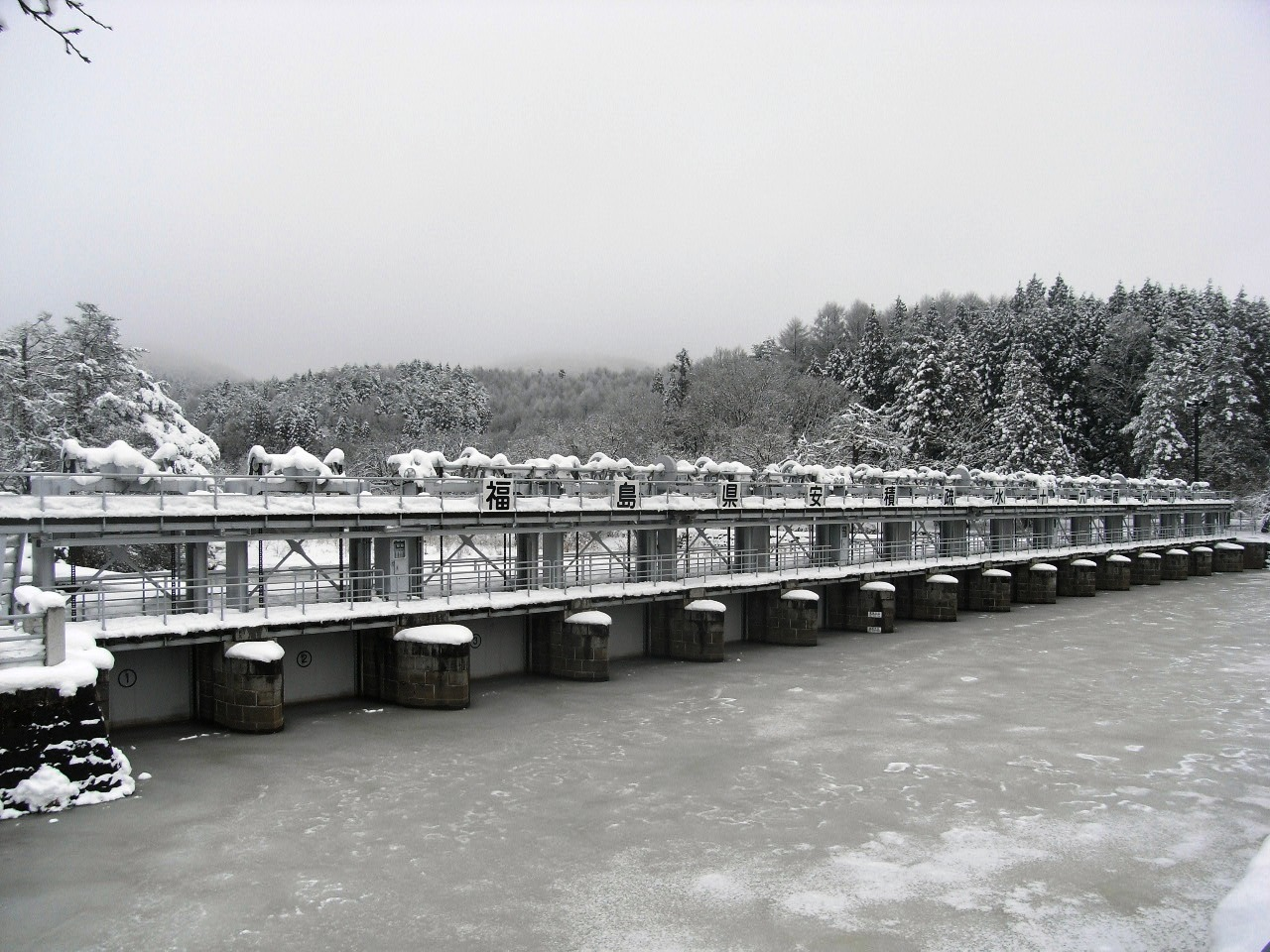
猪苗代湖水位調整用安積疏水・十六橋水門
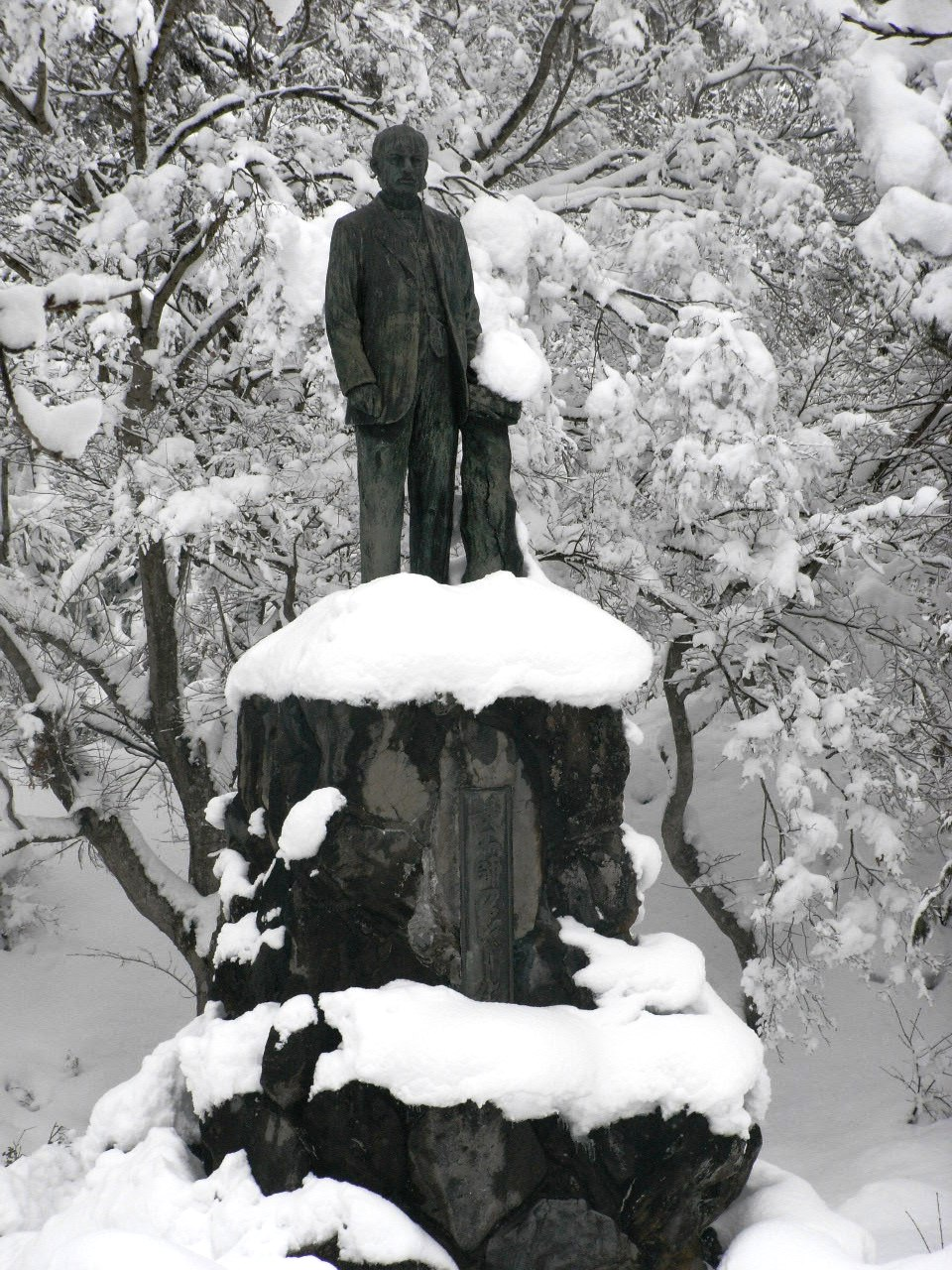
安積疏水設計土木技師 ファン・ドールン（十六橋水門傍）